# 万尚荫
万尚荫（1913年—？），男，江西南昌人，中国水利学家，曾任江西省水利厅副厅长，第三届全国人大代表，第五六届全国政协委员。